# Роот (Люцерн)
Роот (нім. Root LU) — громада  в Швейцарії в кантоні Люцерн, виборчий округ Люцерн-Ланд.

## Географія
Громада розташована на відстані близько 75 км на схід від Берна, 10 км на північний схід від Люцерна.
Роот має площу 8,7 км², з яких на 20,1% дозволяється будівництво (житлове та будівництво доріг), 48,4% використовуються в сільськогосподарських цілях, 26,8% зайнято лісами, 4,6% не є продуктивними (річки, льодовики або гори).

## Демографія
2019 року в громаді мешкало 5126 осіб (+12,6% порівняно з 2010 роком), іноземців було 26,5%. Густота населення становила 593 осіб/км².
За віковим діапазоном населення розподілялося таким чином: 23% — особи молодші 20 років, 64,6% — особи у віці 20—64 років, 12,3% — особи у віці 65 років та старші. Було 2036 помешкань (у середньому 2,5 особи в помешканні).
Із загальної кількості 4525 працюючих 58 було зайнятих в первинному секторі, 1978 — в обробній промисловості, 2489 — в галузі послуг.